# Punta de Arenas
La punta de Arenas es un accidente geográfico situado en el mar Argentino del océano Atlántico, en el sector nordeste de la isla Grande de Tierra del Fuego, en la región austral de América del Sur. Pertenece al departamento Río Grande, de la provincia de Tierra del Fuego, Antártida e Islas del Atlántico Sur en el sur de la Patagonia argentina. Se encuentra localizada en las coordenadas: 53°09′13.21″S 68°12′51.22″O / -53.1536694, -68.2142278. Esta punta es el extremo austral de la península denominada El Páramo. Posee costas bajas, arenosas y limosas, con abundantes guijarros. Presenta notables amplitudes de marea. Cierra por el este el amplio saco de aguas someras llamado bahía de San Sebastián. 

## Descripción geográfica
La punta de Arenas es el cabo final de la larga península El Páramo, una extensa lengua de cantos rodados y baja altura que penetra profundamente en el mar circundante, siendo el remate austral de un cordón litoral de altas barrancas que nace en la chilena punta Catalina. 
Esta punta comunica a la bahía de San Sebastián —situada hacia el oeste— de las aguas abiertas del mar Argentino —situadas hacia el este—. Geológicamente su estructura está compuesta por depósitos marinos generados durante el último periodo glacial en el tramo final del Período Cuaternario el cual concluyó a comienzos del Holoceno. 
Características climáticas
Es una zona de las más ventosas del planeta, con vientos fuertes que soplan durante todo el año, más aún durante la primavera, principalmente del cuadrante oeste y sudoeste, pudiendo superar los 100 km/h.
El clima es semiárido, con una temperatura media anual de unos 5,5 °C, las precipitaciones anuales (uniformemente distribuidas) rondan los 300 mm, siendo las invernales en forma de nieve. En la clasificación de Papadakis se lo incluye en el clima estépico de «pradera patagónica», muy favorable para la producción de pasto y para la ganadería ovina.
Características oceanográficas
Las amplitudes de marea son notables en el área, llegando a un máximo cercano a los 10 m. Durante la pleamar las aguas marinas penetran en la bahía de San Sebastián, pero en la bajamar quedan expuestas dos veces por día 160 000 ha de limos de su lecho marino, por lo que en las aguas inmediatamente al sur de esta punta las corrientes suelen ser muy fuertes.
Características biológicas
Además de contar con la presencia de numerosas especies de aves marinas costeras, sus playas sirven como estación final de descanso y alimentación en el verano austral para las enormes migraciones que llegan allí todos los años de aves limícolas neárticas, como son los chorlos y playeros de las familias escolopácidos y carádridos, destacando los porcentajes poblacionales de algunas especies: el 13 % de la población americana del playero rojizo (Calidris canutus), el 43 % de la población sudamericana de la becasa de mar (Limosa haemastica), el 32 % de la población atlántica del playerito rabadilla blanca (Calidris fuscicollis), e importantes números de las poblaciones americanas del playero blanco (Calidris alba), del playero trinador (Numenius phaeopus), del vuelvepiedras (Arenaria interpres), etc.
Fitogeográficamente se encuentra en la región de las estepas magallánicas del sector norte de la isla Grande, pertenecientes al distrito fitogeográfico patagónico fueguino de la provincia fitogeográfica patagónica.
Ecorregionalmente pertenece a la ecorregión terrestre pastizales patagónicos, mientras que sus aguas oceánicas se incluyen en la ecorregión marina plataforma patagónica.

## Primitivos habitantes
Los originales pobladores de esta punta eran amerindios de la etnia selknam, los que fueron exterminados a principios del siglo XX.

## Faro
En ella se encuentra el Faro Páramo de la Armada Argentina. Funciona de manera automática, ya que no cuenta con personal que lo habite. Este faro fue librado al servicio en marzo de 1924.

## Acceso
Se accede desde la ruta nacional 3 mediante una senda de tierra que parte hacia el este, a la altura del centro administrativo de la sección «Baños», y que conduce al paraje Puerto Páramo Chico, en la base de la península El Páramo. Se encuentra en campos pertenecientes a la sección «Baños» del establecimiento de ovinocultura «Estancia Río Cullén».    